# Invasion soviétique du Xinjiang
Rébellion Kumul
L'invasion soviétique du Xinjiang est une campagne militaire de l'Union soviétique qui se déroule en 1934, au Xinjiang, une région située au nord-ouest de la Chine. Durant cette campagne, les troupes des Armées blanches aident l'Armée rouge.

## Situation avant le début du conflit
En 1934, les troupes de Ma Zhongying, soutenues par le gouvernement du Kuomintang de la République de Chine, sont sur le point de vaincre Sheng Shicai, un seigneur de la guerre chinois allié de l'URSS, pendant la bataille d'Ürümqi (en) lors de la rébellion Kumul.
Ma Zhongying est un Hui (musulman chinois), qui a fréquenté l'Académie de Huangpu à Nankin en 1929, quand elle était dirigée par Tchang Kaï-chek. Depuis, ce dernier est devenu le chef du Kuomintang et le dirigeant de la Chine,. Après avoir obtenu son diplôme de l'académie, Ma est renvoyé dans son Gansu natal, pour y combattre la rébellion Kumul où, avec le soutien tacite du gouvernement chinois du Kuomintang, il tente de renverser le gouvernement provincial pro-soviétique d'abord dirigé par le gouverneur Jin Shuren puis Sheng Shicai. Pour arriver à ses fins, Ma envahit le Xinjiang pour soutenir les loyalistes du Khanat Kumul, avec l'approbation officielle des dirigeants du Kuomintang, qui font de son armée la 36e Division de l'armée de l'armée nationale révolutionnaire.
Fin 1933, le général chinois Zhang Peiyuan, commandant de la province du Xinjiang, et son armée font défection et rejoignent Ma Zhongying pour l'aider dans la guerre qu'il même contre le gouvernement provincial de Jin Shuren. Quelques mois après cette défection, Ma Zhongying semble donc être sur le point d'accomplir sa mission et pacifier le Xinjiang.

## Invasion soviétique
Les Russes, qui étaient devenus de facto les maitres de la région grâce à leur allié, réagissent en envoyant des troupes en Chine. C'est ainsi qu'en 1934, deux brigades d'environ 7 000 soldats soviétiques du Guépéou, commandées par le général Volgin, appuyées par des chars, des avions et de l'artillerie équipée de gaz moutarde, traversent la frontière pour aider Sheng Shicai à prendre le contrôle du Xinjiang. Ces brigades sont nommées Altayiiskii et Tarbakhataiskii. Les hasards de la guerre et de l'histoire font que les Soviétiques se retrouvent avec les plus improbables des alliés lors de cette guerre : « Les volontaires de l'Altaï ». Il s'agit d'un corps de soldats russes blancs, c'est-à-dire des Russes monarchistes exilés à la suite de la révolution d'octobre et anti-communistes. Ces volontaires ont été recrutés par Jin Shuren dans la vallée de l'Ili, la base de repli des Russes blancs après leur défaite durant la guerre civile russe, pour l'aider à repousser les troupes du Kuomintang. Les soldats soviétiques tirent parti de la situation en se déguisant grâce à des uniformes sans marquage et en se dispersant parmi les Russes blancs pour combattre les Chinois.
Dans un premier temps, l'armée de Sheng est sévèrement battue par l'alliance des troupes de Zhang Peiyuan et de la 36e Division de Ma Zhongying. Mais, malgré ces premiers succès, les troupes de Zhang sont vaincues à Kulja et Chuguchak, et il se suicide après la bataille du col de Muzart pour éviter la capture. Dès lors, il ne reste plus que la 36e Division pour combattre Shicai et ses alliés.
Même si les Soviétiques sont supérieurs à la 36e Division en termes d'effectifs et de technologie, ils sont repoussés pendant des semaines et subissent de lourdes pertes, les troupes de Zhongying parvenant à empêcher les forces soviétiques de fournir du matériel militaire à Sheng. La 36e réussit à repousser les Russes pendant environ 30 jours. Lorsque les prisonniers chinois enfermés à Ürümqi apprennent que des troupes chinoises ont réussi à repousser et tuer des soldats russes, ils jubilent tellement qu'ils sautent de joie dans leurs cellules. À noter que Ma Hushan, le commandant de division adjoint de la 36e division, s'est fait connaître par ses victoires sur les forces russes pendant l'invasion.
Tchang Kaï-chek est alors prêt à envoyer au Xinjiang Huang Shaohong et le corps expéditionnaire qu'il a rassemblé pour assister Ma Zhongying contre Sheng, mais lorsque Tchang est mis au courant de l'invasion soviétique, il décide de se retirer pour éviter un incident international si ses troupes engageaient directement les soviets.
Les Russes ont apporté les fiji et nous ont bombardés et gazés - réflexion de Ma Hsi Jung (Ma Hushan) sur la guerre.

### Bataille de Tutung
En 1934, les deux brigades soviétiques du GPU attaquent la 36e division près de Tutung. La bataille fait rage pendant plusieurs semaines sur la rivière Tutung, qui est alors gelée. Les troupes de la 36e Division s'habillent de peaux de moutons dans la neige et prennent d'assaut les postes de mitrailleuses soviétiques avec des épées pour contrer une attaque en tenaille lancé par les soviétiques. Les avions soviétiques bombardent la 36e Division avec du gaz moutarde. Les deux camps subissent de lourdes pertes jusqu'à ce que Ma Zhongying ordonne à la 36e Division de se retirer,.

### Bataille de Dabancheng
Lors du repli de la 36éme, Ma Zhongying est pourchassé par un mélange de troupes russes blanches, mongoles et chinoises pro-russes. Alors qu'il arrive près de Dabancheng, Ma rencontre une colonne soviétique de quelques centaines de soldats équipés de véhicules blindés. Il essaye alors, pour la dernière fois de la campagne, de reprendre l'initiative face à l'invasion des troupes soviétiques. Ses hommes creusent des tranchées dans un étroit col de montagne et bloquent l'avance des troupes soviétiques pendant des semaines. Tactique payante, car la 36e Division anéantit presque toute la colonne, après avoir engagé les Soviétiques dans de féroces combats et fait chuter les véhicules blindés russes en contrebas des routes de montagne. Cependant, les bombardements aériens au gaz moutarde de ses positions, qui touchent environ 20 % de ses troupes, combinés à l'arrivée de soldats russes blancs, l'obligent à retirer ses forces à la fin de février 1934 et à se replier de Dabancheng à Tourfan,,.

### Conclusion des opérations
Pendant son repli, Ma Zhongying et 40 de ses soldats Hui s'emparent de camions appartenant à une expédition scientifique voulue par le gouvernement du Kuomintang et dirigée par Sven Hedin. Ma et ses hommes s'emparent des camions en menaçant les membres de l'expédition avec leurs armes. Quand Hedin a montré ses papiers prouvant qu'il était en mission pour le gouvernement de Nankin, les hommes de Ma Zhongying l'ont rabroué, considérant que leur mission était plus importante que la sienne,,. Il faut noter que cette "réquisition" de matériel n'est pas un cas isolé, car tout au long de son repli, l'armée du général Ma Zhongying s'empare souvent de camions pour faciliter sa retraite. Après cet incident, Ma Zhongying avertit Sven Hedin qu'il doit éviter Dabancheng à cause des combats.
En plus des Russes blancs, les soviétiques sont aidés par les Mongols Torgut. Après avoir repoussé Ma Zhongying, les troupes de cette alliance progressent et occupent de nombreuses villes. Le 16 mars, les Russes blancs et les Torguts partent de Dabancheng pour marcher sur Korla, via Toksun et Qara-Shahr. C'est justement à Korla qu'Hedin et son groupe sont arrêtés par les forces soviétiques et russes blanches, alors en pleine progression. Après sa capture, Hedin est reçu personnellement par le général Volgin, qui attaque verbalement Ma Zhongying en disant : "Le général Ma est détesté et maltraité partout, et il a transformé le Sinkiang en désert. Mais il est courageux et énergique et ne s'en tient à rien. Il n'a peur de rien, que ce soit des avions ou de nos troupes supérieures en nombre. Mais maintenant une nouvelle ère a commencé pour Sinkiang. Maintenant, l'ordre, la paix et la sécurité doivent régner dans cette province. Le général Sheng Shicai va organiser l'administration et tout remettre sur pied." Volgin note que Ma Zhongying détruit souvent des camions russes pendant les combats. Un Russe blanc a dit à Hedin que " Nous sommes arrivés ici depuis Qara-Shahr pendant toute la journée, troupe après troupe. Deux mille Russes sont arrivés aujourd'hui, moitié Blancs, moitié Rouges. Il y a mille Torguts ici, et deux mille soldats de toutes les armes sont allés directement à Kucha pour attaquer Ma Zhongying sans toucher à Korla. La plupart des deux mille personnes qui se trouvent actuellement à Korla continueront vers l'ouest demain. Nous étions cinq mille quand nous sommes partis d'Urumchi." Lorsque les Russes blancs commencent à se vanter de ce que leur armée a accompli, Sven Hedin conclut qu'ils mentent, en donnant comme exemple le nombre exagéré de camions que les Russes blancs auraient utilisés. De plus, malgré ce que dit ce soldat à Hedin, il existe des témoignages indiquant que les soldats mongols auraient maltraité les habitants de Korla. Durant sa captivité, Hedin rencontre deux autres officiers russes blancs servant sous les Soviétiques, le colonel Proshkukukarov et le général Bekteev, qui lui demandent d’expliquer la raison pour laquelle ses camions se sont retrouvés au service des forces de Ma Zhongying.
Avant que Ma Zhongying ne se retire du front, il a le temps d'envoyer une avant-garde de 800 hommes commandée par le général Ma Fu-yuan pour vaincre les forces ouïghours pro-soviétiques de Hoja-Niyaz, qui sont équipées d'armes fournies par l'URSS, et assister Ma Zhancang lors de la bataille de Kashgar (1934) pour détruire la première République du Turkestan oriental. Selon Thomson-Glover, les Soviétiques ont fourni à Hoya Niyaz " près de 2 000 fusils avec munitions, quelques centaines de bombes et trois mitrailleuses ". Les troupes ouïgoures de Hoja Niyaz sont vaincues à Aksu par cette avant-garde, et il s’enfuit à Kashgar avec 1 500 soldats, le 13 janvier 1934. Pendant la bataille de Kashgar, Hoja et ses alliés turcs échouent à chaque fois qu'ils lancent une attaque contre les soldats chinois Hui piégés dans la ville, et subissent de lourdes pertes. Finalement, les 800 soldats de Ma Fuyuan, appuyés par 1 200 appelés du contingent, mettent en déroute les 10 000 soldats de l'armée du Turkestan oriental qui assiègent la ville.
De leur côté, Ma Zhongying et son armée continuent de se replier. Si les troupes soviétiques du GPU n'ont pas avancé au-delà de Tourfan, Ma est pourchassé jusqu'à Aksu par les troupes des Russes blancs, des Mongols et de Sheng Shicai. Cependant, au fur et à mesure que Zhongying se replie, ses poursuivants renoncent les uns après les autres. Lui et ce qu'il reste de son armée finissent par arriver à Kashgar le 6 avril 1934, Ma Zhongying étant toujours à bord du camion pris à Sven Hedin. Une fois sur place, le général Ma prend contact avec le consulat britannique de Kashgar, et explique qu'il a besoin d'une aide immédiate contre les Russes, soulignant qu'il est fidèle au gouvernement chinois et qu'il a l'intention de sauver le Xinjiang des mains des Russes. Ma Zhongying consolide ses positions à Maral-Bashi et à Fayzabad, établissant des lignes de défense contre les attaques des Russes et de leurs alliés. Il confie à Ma Hushan le soin de s'occuper de la défense de la région contre les alliés des Russes. Les bombardements sur Maral-Bashi continuent jusqu'en juin, date à laquelle Zhongying ordonne à ses troupes de passer de Kashgar à Khotan. Cependant, pour des raisons inconnues, Ma Zhongying lui-même traverse la frontière en direction de l'Union soviétique sans que l'on sache exactement ce qu'il advient de lui par la suite.

### Matériel soviétique capturé
En plus de camions, la 36e Division manque cruellement d'armes. Les soldats de Ma Zhongying se sont rééquipés tout au long de l'expédition en prenant aux soviétiques des fusils et d'autres équipements datant des années 1930.

## Pertes humaines

### Pertes soviétiques
À Novossibirsk, un hôpital accueillant les soldats soviétiques blessés lors de l'invasion du Xinjiang est déguisé en « hôpital pour les blessés de la guerre de Mandchourie ». Il est « découvert » par le reporter Bosworth Goldman du Evening Standard. Goldman décrit cet hôpital de la manière suivante :
« Des hommes étaient assis dans une salle sombre, beaucoup d'entre eux avec une partie de leur corps cachée dans des bandages ; ils étaient de nationalités diverses, des Lapons aux Mongols purs... J'ai demandé à certains d'entre eux où ils étaient allés, et ils m'ont répondu qu'ils avaient combattu dans le sud de l'Altaï, en coopération avec des Chinois, contre des « éléments antisociaux » qui perturbaient l'avancée de la bannière de la lutte des classes au Sinkiang... Plus tard, d'autres hommes avec qui j'ai parlé de cette lutte m'ont souvent dit qu'ils n'avaient jamais entendu parler d'un hôpital à Novossibirsk. D'un autre côté, un occupant de celui que j'ai visité m'a dit que c'était « le meilleur des trois ». »

## Voir également
- Conflit sino-soviétique (1929)